# Maitane Etxeberria
Maitane Etxeberria (født 15. januar 1997 i Lezo) er en spansk håndboldspiller, som spiller for Super Amara Bera Bera og Spaniens håndboldlandshold.